# Regierung Václav Klaus I
Das Kabinett Klaus I war vom 2. Juli 1992 bis zum 4. Juli 1996 im Amt. Es war somit die letzte Regierung der tschechischen Teilrepublik im Rahmen der Tschechoslowakischen Föderativen Republik nach der Wahl des Tschechischen Nationalrats am 5. und 6. Juni 1992 und die erste Regierung der am 1. Januar 1993 neu gegründeten Tschechischen Republik.

## Liste der Regierungsmitglieder
| Amt                                                                      | Regierungsmitglied                                | Partei                 |
| ------------------------------------------------------------------------ | ------------------------------------------------- | ---------------------- |
| Ministerpräsident                                                        | Václav Klaus                                      | ODS                    |
| Stellvertretender Ministerpräsident                                      | Jan Kalvoda                                       | ODA                    |
| Stellvertretender Ministerpräsident und Finanzminister                   | Ivan Kočárník                                     | ODS                    |
| Stellvertretender Ministerpräsident und Landwirtschaftsminister          | Josef Lux                                         | KDU-ČSL                |
| Außenminister                                                            | Josef Zieleniec                                   | ODS                    |
| Justizminister                                                           | Jiří Novák                                        | ODS                    |
| Umweltminister                                                           | František Benda                                   | KDS                    |
| Minister für Landwirtschaft                                              | Josef Lux                                         | KDU-ČSL                |
| Minister für Industrie und Handel                                        | Vladimír Dlouhý                                   | ODA                    |
| Minister für Bildung, Jugend und Sport                                   | Petr Piťha bis 27. April 1994                     | KDS                    |
| Minister für Bildung, Jugend und Sport                                   | Ivan Pilip ab 2. Mai 1994                         | KDS                    |
| Innenminister                                                            | Jan Ruml                                          | ODS                    |
| Minister für Arbeit und Soziales                                         | Jindřich Vodička                                  | ODS                    |
| Verkehrsminister                                                         | Jan Stráský 30. Januar 1993 bis 10. Oktober 1995  | ODS                    |
| Verkehrsminister                                                         | Vladimír Budínský ab 10. Oktober 1995             | ODS                    |
| Wirtschaftsminister                                                      | Karel Dyba                                        | ODS                    |
| Gesundheitsminister                                                      | Petr Lom bis 22. Juni 1993                        | ODS                    |
| Gesundheitsminister                                                      | Luděk Rubáš ab 22. Juni 1993 bis 10. Oktober 1995 | ODS                    |
| Gesundheitsminister                                                      | Jan Stráský ab 10. Oktober 1995                   | ODS                    |
| Kulturminister                                                           | Jindřich Kabát bis 17. Januar 1994                | KDU-ČSL                |
| Kulturminister                                                           | Pavel Tigrid ab 19. Januar 1994                   | parteilos, für KDU-ČSL |
| Verteidigungsminister                                                    | Antonín Baudyš bis 21. September 1994             | KDU-ČSL                |
| Verteidigungsminister                                                    | Vilém Holáň ab 21. September 1994                 | KDU-ČSL                |
| Minister für die Verwaltung von Staatseigentum und dessen Privatisierung | Jiří Skalický                                     | KDU-ČSL                |
| Minister für Staatskontrolle                                             | Igor Němecab 30. Juni 1993 ohne Ressort           | KDU-ČSL                |